# Otto H. Hess
Otto H. Hess (* 7. Dezember 1911 in Berlin; † 24. Februar 1997 ebenda) war ein deutscher Verleger und Mitbegründer der Freien Universität Berlin. 

## Leben
Aufgrund seiner teilweise jüdischen Abstammung wurde Hess zur Zeit des Nationalsozialismus der Studienplatz verweigert; 1940 wurde er als „wehrunwürdig“ aus der Wehrmacht entlassen und 1944 in ein Arbeitslager deportiert, aus dem er im April 1945 fliehen konnte. Nach Kriegsende begann er 1946 ein Medizinstudium an der wiedereröffneten Berliner Universität und wurde dort zum Leiter der „Studentischen Arbeitsgemeinschaft“ und im Jahr darauf zum stellvertretenden Vorsitzenden des Studentenrats gewählt. 
Ebenfalls 1947 wurde Hess Herausgeber der unter amerikanischer Lizenz erscheinenden Studentenzeitschrift „Colloquium“, die in der Folgezeit die Hochschulpolitik der SED-geführten Deutschen Verwaltung für Volksbildung (DVV) mehrfach öffentlich kritisierte. Im April 1948 wurde ihm deshalb zusammen mit zwei weiteren Colloquiums-Mitarbeitern, Joachim Schwarz und Otto Stolz, von der DVV die Studienerlaubnis entzogen. Daraufhin kam es zu massiven Studentenprotesten in Berlin. In deren Verlauf forderte Hess die Unterstellung der Universität unter den damals noch bestehenden Gesamtberliner Magistrat oder andernfalls die Gründung einer „Freien Universität“ im Westteil der Stadt. Die Forderung fand u. a. die Unterstützung Ernst Reuters und Lucius D. Clays. Tatsächlich konnte die neue Hochschule bereits im November 1948 den provisorischen Lehrbetrieb aufnehmen. Als studentisches Mitglied im Gründungsausschuss sowie im Kuratorium der FU zählte Otto Hess zu den Mitbegründern der FU.
1952 beendete Hess das Studium ohne Abschluss, um sich ganz dem Aufbau seines Verlages zu widmen. Er firmierte unter dem Namen Colloquium Verlag Otto H. Hess mit dem Geschäftssitz in Berlin-West. Der Verlag publizierte neben der gleichnamigen Zeitschrift (bis 1971) zunehmend auch Sach- und Fachbücher, darunter zahlreiche Schriftenreihen u. a. der Deutschen Hochschule für Politik, des Friedrich-Meinecke-Instituts sowie des Iberoamerika-Instituts. Größere Verbreitung fand die biographische Reihe „Köpfe des 20. Jahrhunderts“, in der mehr als einhundert Bände erschienen. Seit Ende der 1950er Jahre kamen politisch-bildende Veröffentlichungen des Bundesministeriums für gesamtdeutsche Fragen oder der Bundeszentrale für politische Bildung hinzu. Als nach der deutschen Wiedervereinigung die Berlin-Subventionen zurückgefahren wurden, geriet der Verlag in wirtschaftliche Schwierigkeiten und musste schließlich im Jahr 1992 den Konkurs anmelden.

## Ehrungen
- 1987: Bundesverdienstkreuz I. Klasse
- 1988: Ehrenbürgerschaft der Freien Universität Berlin